# Карл-Зігмунд Ліцман
Карл-Зі́гмунд Лі́цман (нім. Karl-Siegmund Litzmann, нар.1 серпня 1893, Мінден — †серпень 1945, Каппельн, Шлезвіг-Гольштейн) — нацистський партійний діяч, генеральний комісар Естонії під час німецької окупації Естонії 1941—1944 рр. Обіймав цю посаду у званні обергрупенфюрера з 5 грудня 1941 по 17 вересня 1944 року і звільнений у зв'язку з відходом нацистських військ з Естонії.

## Життєпис

### Юність і Перша світова війна
Син генерала піхоти Карла Ліцманна. У 1905 році Ліцман навчався в кадетському корпусі, а в 1911 йому було присвоєно звання фанен-юнкера. У листопаді 1913 після закінчення офіцерських курсів перепідготовки у Падерборні підвищений у чині до лейтенанта. У листопаді 1914 року Карл-Зігмунд Ліцман зі своїм з'єднанням, 261-м резервним піхотним полком, потрапив у Лодзинський котел, кільце якого було прорвано під військовим командуванням його батька, генерал-лейтенанта Карла Ліцмана, командира 3-ї гвардійської стрілецької дивізії. Ця подія змінила воєнне становище на користь німецької сторони. Ліцмана у подальшому ході війни було тричі поранено. Його було нагороджено Залізним хрестом 1 і 2 класу та Орденом дому Гогенцоллернів.

### Веймарська республіка
1919 року Ліцман пройшов підготовку для керівництва сільськогосподарським підприємством у великого землевласника Карла Венцеля у Тойченталі поблизу Галле, після чого взяв на себе у 1921 році управління маєтком Венцеля Альтгоф-Дідлакен у Східній Пруссії (нині Тельманово Черняховського району Калінінградської області).
У 1929 році вступив до лав нацистської партії і взявся за розбудову осередків СА у Східній Пруссії. З 1930 року йому було доручено створювати пізніші кінні загони СА, у 1933 шляхом включення різних частин конярських об'єднань до складу штурмових загонів та злиття їх з раніше створеними кінними підрозділами СА виникли кінні загони СА (нім. SA-Reiterstürmen). У 1931 році йому було присвоєно звання штандартенфюрера СА і призначено керівником СА в Остланді (Східна Пруссія і Данциг).

### Третій Райх
1932 року Ліцман проходить у прусський ландтаг від нацистської партії, а після його розпуску 12 листопада 1933 стає постійним депутатом німецького райхстагу.
Улітку 1934 року Ліцман, тепер уже в ранзі обергруппенфюрера СА, уникнув ліквідації керівництва СА («путч Рема») силами СС. Він отримав від Гітлера наказ утриматися від засідання керівництва СА 30 червня 1934 р. Гітлер, імовірно, бажав уберегти від смерті сина високошанованого ним генерала Карла Ліцмана (найстарішого депутата райхстагу і державного радника).
Ще в 1934 році Ліцман отримав призначення у Берліні на посаду «керівника імперської кавалерії» і «керівника верховного управління конярства і верхогонів». Першими завданнями були побудова «Імперської школи керівників кавалерії» у берлінському районі Целендорф та підготовка кінноспортивної команди до  Олімпійських ігор 1936 року. Для забезпечення єдиного стандарту підготовки всіх кавалерійських частин нацистських організацій (СА, ГЮ, а також формально і СС) у березні 1936 року було створено Націонал-соціалістичний кінний корпус, над яким стояв Ліцман як «інспектор кінних шкіл СА». На цій посаді він був підзвітним тільки начальникові Штабу СА.

### Участь у Другій світовій війні
У 1941 році державне фінансування кінного навчання було припинено, позаяк це вже не було актуальним для СА і вермахту. Ліцман був тепер вільним для інших завдань і його було вирішено використати як генерального комісара Естонії в окупованому німцями Таллінні. З міркувань тактовності щодо дружини Ліцмана естонська адміністрація схилялася до того, щоб у службовому листуванні з допомогою е подавати прізвище Litzmann у формі Lietzmann, оскільки litz (lits) естонською означає «повія». Хоча сам Ліцман і далі підписувався прізвищем з правильним написанням.
З 1944 року він проявив себе як офіцер Ваффен-СС. Однак неясно, чи був Ліцман призначеним, чи став ним добровільно. Після закінчення бойових дій в Угорщині та Чехії навесні 1945 він вважався зниклим безвісти.

### Смерть
Ліцман об'явився у травні 1945 року під чужим ім'ям у Каппельні (Шлезвіг-Гольштейн) у своєї сестри, що там проживала, але помер за загадкових обставин вже у серпні 1945 року. Навесні 1946 року його родинний маєток Нойглобзов біля озера Штехлін було націоналізовано в рамках земельної реформи за радянської окупації.

## Нагороди
- Залізний хрест 2-го і 1-го класу
- Королівський орден дому Гогенцоллернів, лицарський хрест з мечами (26 жовтня 1918)
- Хрест «За військові заслуги» (Австро-Угорщина)
- Нагрудний знак «За поранення» в сріблі
- Почесний хрест ветерана війни з мечами
- Почесна пов'язка СА
- Золотий партійний знак НСДАП
- Данцизький хрест 1-го класу
- Медаль «За вислугу років у НСДАП» в бронзі та сріблі (15 років)
- Медаль «У пам'ять 13 березня 1938 року»
- Застібка до Залізного хреста 2-го і 1-го класу